# Liste des titres musicaux numéro un aux États-Unis en 2000
Cette page liste les titres musicaux ayant le plus de succès au cours de l'année 2000 aux États-Unis d'après le magazine Billboard.

## Historique
| Date         | Artiste(s)                              | Titre                                 | Référence |
| ------------ | --------------------------------------- | ------------------------------------- | --------- |
| 1er janvier  | Santana feauturing Rob Thomas           | Smooth                                |           |
| 8 janvier    | Santana feauturing Rob Thomas           | Smooth                                |           |
| 15 janvier   | Christina Aguilera                      | What a Girl Wants                     |           |
| 22 janvier   | Christina Aguilera                      | What a Girl Wants                     |           |
| 29 janvier   | Savage Garden                           | I Knew I Loved You                    |           |
| 5 février    | Savage Garden                           | I Knew I Loved You                    |           |
| 12 février   | Savage Garden                           | I Knew I Loved You                    |           |
| 19 février   | Mariah Carey featuring Joe & 98 Degrees | Thank God I Found You                 |           |
| 26 février   | Savage Garden                           | I Knew I Loved You                    |           |
| 4 mars       | Lonestar                                | Amazed                                |           |
| 11 mars      | Lonestar                                | Amazed                                |           |
| 18 mars      | Destiny's Child                         | Say My Name                           |           |
| 25 mars      | Destiny's Child                         | Say My Name                           |           |
| 1er avril    | Destiny's Child                         | Say My Name                           |           |
| 8 avril      | Santana featuring The Product G&B       | Maria Maria                           |           |
| 15 avril     | Santana featuring The Product G&B       | Maria Maria                           |           |
| 22 avril     | Santana featuring The Product G&B       | Maria Maria                           |           |
| 29 avril     | Santana featuring The Product G&B       | Maria Maria                           |           |
| 6 mai        | Santana featuring The Product G&B       | Maria Maria                           |           |
| 13 mai       | Santana featuring The Product G&B       | Maria Maria                           |           |
| 20 mai       | Santana featuring The Product G&B       | Maria Maria                           |           |
| 27 mai       | Santana featuring The Product G&B       | Maria Maria                           |           |
| 3 juin       | Santana featuring The Product G&B       | Maria Maria                           |           |
| 10 juin      | Santana featuring The Product G&B       | Maria Maria                           |           |
| 17 juin      | Aaliyah                                 | Try Again                             |           |
| 24 juin      | Enrique Iglesias                        | Be with You                           |           |
| 1er juillet  | Enrique Iglesias                        | Be with You                           |           |
| 8 juillet    | Enrique Iglesias                        | Be with You                           |           |
| 15 juillet   | Vertical Horizon                        | Everything You Want                   |           |
| 22 juillet   | Matchbox Twenty                         | Bent                                  |           |
| 29 juillet   | 'N Sync                                 | It's Gonna Be Me                      |           |
| 5 août       | 'N Sync                                 | It's Gonna Be Me                      |           |
| 12 août      | Sisqo                                   | Incomplete                            |           |
| 19 août      | Sisqo                                   | Incomplete                            |           |
| 26 août      | Janet Jackson                           | Doesn't Really Matter                 |           |
| 2 septembre  | Janet Jackson                           | Doesn't Really Matter                 |           |
| 9 septembre  | Janet Jackson                           | Doesn't Really Matter                 |           |
| 16 septembre | Madonna                                 | Music                                 |           |
| 23 septembre | Madonna                                 | Music                                 |           |
| 30 septembre | Madonna                                 | Music                                 |           |
| 7 octobre    | Madonna                                 | Music                                 |           |
| 14 octobre   | Christina Aguilera                      | Come On Over Baby (All I Want Is You) |           |
| 21 octobre   | Christina Aguilera                      | Come On Over Baby (All I Want Is You) |           |
| 28 octobre   | Christina Aguilera                      | Come On Over Baby (All I Want Is You) |           |
| 4 novembre   | Christina Aguilera                      | Come On Over Baby (All I Want Is You) |           |
| 11 novembre  | Creed                                   | With Arms Wide Open                   |           |
| 18 novembre  | Destiny's Child                         | Independent Women Part I              |           |
| 25 novembre  | Destiny's Child                         | Independent Women Part I              |           |
| 2 décembre   | Destiny's Child                         | Independent Women Part I              |           |
| 9 décembre   | Destiny's Child                         | Independent Women Part I              |           |
| 16 décembre  | Destiny's Child                         | Independent Women Part I              |           |
| 23 décembre  | Destiny's Child                         | Independent Women Part I              |           |
| 30 décembre  | Destiny's Child                         | Independent Women Part I              |           |